# معركة حصن بورتوفيق
معركة حصن لسان بورتوفيق أو معركة حصن كواي، هي إحدى معارك حرب أكتوبر وقعت في حصن لسان بور توفيق، أحد حصون خط بارليف 6 أكتوبر 1973.

## المعركة
يعتبر لسان بورتوفيق الممتد من الشاطئ الشرقي للقناة بمثابة برزخ داخل خليج السويس، إذ تحيطه المياه من ثلاث جهات، ويصل طوله إلى كيلو مترين ويتراوح عرضه ما بين 50 و 300 متر. وطبيعة اللسان صخرية مما يصعب معه رسو القوارب المطاطية عليه. ويمتد على اللسان من جهة الغرب المدخل الجنوبي لقناة السويس الذي يبلغ عرضه حوالي من 300 إلى 400 متر وهو أقصى عرض للقناة، كما يشرف اللسان في الجنوب على خليج السويس.
وقد أقام الإسرائيليون حصنا منيعا من حصون خط بارليف عند منتصف اللسان في مواجهة بورتوفيق وأطلقوا عليه اسم حصن كواي، وكانوا يستغلونه بحكم موقعه المشرف لإدارة نيران مدفعية النيران والمدفعية بعيدة المدى لقصف المناطق المصرية الحيوية على الضفة الغربية للقناة، وهي مناطق بورفؤاد والسويس ومعامل البترول بالزيتية والقاعدة البحرية بميناء الأدبية، وللإشراف بالملاحظة على منطقة بعيدة ممتدة تشمل خليج السويس حتى منطقة السادات خاصة باستخدام الوسائل البصرية.
وكان العود قد خصص للدفاع عن موقع لسان بورتوفيق حوالي سرية مظلات، ودعمها بفصيلة دبابات كانت تتمركز خارج النقطة القوية علاوة على فصيلتي دبابات كانتا تتمركزان خارج اللسان كاحتياطي تكتيكي للموقع. وكانت تكديسات الذخائر والطعام والمياه داخل النقطة القوية تكفي حاجة الموقع للقتال أكثر من 15 يوما تحت ظرف الحصار.
ووفقا للخطة الموضوعة أسندت إلى الكتيبة 43 صاعقة من المجموعة 127 صاعقة الموضوعة تحت قيادة الجيش الثالث والتي كانت يتولى قيادتها العقيد أ. ح فؤاد بسيوني، مهمة الإغارة على موقع لسان بورتوفيق واحتلال اللسان، بهدف معاونة أعمال قتال الفرقة 19 مشاة التي كانت تعمل على الجنب الأيمن للجيش الثالث الميداني. وفي الساعة الثانية وخمس دقائق بعد ظهر يوم 6 أكتوبر 1973، بدأ التمهيد النيراني للمدفعية، ولم يتم قصف موقع اللسان كما كان مخططا، ولكن أسلحة الضرب المباشر بدأت في إطلاق نيرانها وتم فتح ثغرتين في موقع العدو. وعند بدء القصف قام العدو بدفع 5 دبابات من احتياطية التكتيكي خارج الموقع إلى داخل اللسان، ولم تتمكن أسلحة الضرب المباشر على الضفة الغربية من إصابتها نظرا لتحركها خلف الساتر الترابي، وفي نفس الوقت قامت مدفعية العدو بقصف بورتوفيق قصفا مركزا. وفي حوالي الساعة السادسة والنصف مساء يوم 6 أكتوبر وتحت ستر نيران المدفعية وأسلحة الضرب المباشر، بدأت مجموعات الكمائن من الكتيبة 43 صاعقة في عبور القناة بعدد 9 قوارب مطاطية، ورغم نيران العدو الكثيفة تمكنت هذه المجموعات من الوصول إلى الساتر الترابي وإصابة دبابتين للعدو، وقامت بعمل كمائن القطع خارج وداخل اللسان، وكذا رص حقلين مضادين للدبابات لمنع الدخول والخروج من اللسان.
وفي الساعة السادسة والدقيقة الأربعين مساء يوم 6 أكتوبر، دفع قائد الكتيبة 43 سرية الصاعقة المخصصة لمهاجمة النقطة القوية الرئيسية، ورغم النيران المركزة التي انهمرت عليها أثناء عبور القناة مما تسبب في إصابة قائد السرية النقيب جمال عزام وبعض أفرادها إلا أنهم تمكنوا من السباحة إلى الضفة الشرقية، وتسلق النقيب عزام الساتر الترابي لإسكات أحد المدافع في دشمة من دشم النقطة وكان يطلق نيرانا كثيفة تهدد عبور باقي السرية، وأثناء تسلقه أصيب مرة أخرى لكنه تحامل على نفسه حتى ألقى قنبلة يدوية على فتحة الدشمة دمرت المدفع قبل أن يرتقي شهيدا مما يسر وصول السرية إلى الساتر الترابي ونجاح إحدى فصائلها في مهاجمة واحتلال الجزء الجنوبي للنقطة القوية وتدمير العدو بها. وقام العدو بشن هجوم مضاد على هذه الفصيلة مرتين.. إحداهما في أول ضوء والثانية في آخر ضوء يوم 7 أكتوبر، ولكن المحاولتين بائتا بالفشل وظلت الفصيلة متمسكة بموقعها. وحاول قائد كتيبة الصاعقة استغلال نجاح هذه الفصيلة فقام بدفع فصيلتين لتعزيزها. وتحت ستر قصف نيراني مركز في الساعة السابعة مساء يوم 7 أكتوبر قامت الفصائل الثلاث بمهاجمة النقطة القوية الرئيسية من اتجاه الجنوب، ولكنها عجزت عن اقتحامها فقرر قائد الكتيبة سحبها إلى الضفة الغربية لإعادة تجميعها.
وعند منتصف ليلة 7/8 أكتوبر قرر قائد الكتيبة 43 صاعقة تنفيذ عملية الهجوم مرة أخرى بقوة سرية جديدة كاملة بوحدات دعمها. وقامت سرية الصاعقة بعبور القناة بقواربها في سكون مستغلة ساعات الظلام وبدون أي ستر من نيران المدفعية، وفور وصولها إلى الشاطئ الشرقي اندفعت لمهاجمة النقطة القوية ولكن نظرا لقوة تحصينها لم تتمكن من اقتحامها. وأصدر قائد الكتيبة أمره بضرب الحصار حول الموقع وعزله تماما عن العالم الخارجي، وقرر عدم إعادة شن الهجمات ضده حفاظا على أسلحته وأرواح جنوده، إذ أن حامية الموقع عقب هذا الحصار المحكم لا مفر أمامها سوى التسليم. وحاولت طائرات العدو كسر هذا الحصار، فقامت بعض الطائرات من طراز فانتوم في الساعة العاشرة مساء وعند منتصف الليل يوم 9 أكتوبر بشن هجمات جوية عنيفة على كمائن القطع عند مدخل اللسان، لإجبارها على التخلي عن مواقعها حتى يمكن إرسال تعزيزات إلى الموقع، ولكن مجموعات القطع ظلت متمسكة بمواقعها رغم ما حاق بها من خسائر.
وكان قائد الحصن الإسرائيلي الملازم أول شلومو أردينست قد أدرك منذ الليلة الأولى ان الحصن محاصر من جميع الجهات، ولكنه لم يكن لديه أي شك في أن قوات الجيش الإسرائيلي ستأتي سريعا لنجدته وترفع الحصار المصري عنه. ولكن بعد مرور بضعة أيام تحرج الوضع داخل الحصن، فقد أخذت الذخيرة في التناقص ونفد المورفين والأمصال والضمادات، وراح الجرحى يتلوون من آلامهم. وفي اليوم الخامس وصلت إلى الحصن رسالة لاسلكية من القيادة الجنوبية الإسرائيلية كان نصها: «إذا لم نستطع خلال 24 ساعة إرسال التعزيزات اليكم يمكنكم الاستسلام». وكان داخل الحصن 42 جنديا منهم 5 قتلى و 20 جريحا مصاب بجروح خطيرة. وفي الساعة الحادية عشرة والنصف صباحا يوم 13 أكتوبر، تم استسلام الموقع عن طريق الصليب الأحمر الدولي ورفع العلم المصري عليه، ووقع في الأسر 37 فردا منهم 5 ضباط
سلم الموقع وأعطى ملازم أول شلومو أردينست العلم الأسرائيلي إلى قاتد الكتيبة 43 صاعقة وتم رفع العلم المصري وصورة فيديو وتم تصوير عملية استسلام الحصن غرب القناة.

## التحليل العسكري للمعركة
كانت عملية الإغارة على الحصن الإسرائيلي «كواي» على لسان بورتوفيق والاستيلاء عليه، من أروع العمليات التي قامت بها وحدات الصاعقة خلال حرب أكتوبر 1973 رغم الخسائر الجسيمة التي منيت بها الكتيبة 43 صاعقة. ولا شك في أن من أهم الدروس التي يمكن الخروج بها من هذه العملية.. أنه يجب عند التخطيط لاستخدام وحدات الصاعقة، أن تراعي إماكنياتها وقدراتها النيرانية المحدودة، فلا تكلف بمهمة الإغارة على النقاط القوية للعدو ومواقعه الحصينة مثل المهمة التي كلفت بها الكتيبة 43 صاعقة، بل ينبغي أن يقتصر عملها على معاونة قوات المشاة في الاستيلاء عليها بتنظيم أعمال الكمائن على مداخل ومخارج هذه النقاط لمنع احتياطيات العدو من التقدم إليها لنجدتها، ولمنع أفراد هذه النقاط بعد سقوطها من التسلل والانسحاب منها، وبذا تتهيأ الفرص أمام قوات المشاة لتنفيذ المهام المسندة إليها في الاستيلاء على هذه النقاط الحصينة.

## وصلات خارجية
- استسلام حصن لسان بور توفيق يرويهاإبراهيم حجازي على يوتيوب
- اللواء معتز الشرقاوي يروي عمليه لسان بورتوفيق على يوتيوب